# Résultats électoraux dans les Hauts-de-Seine
Pour un article plus général, voir Hauts-de-Seine.
 (juin 2021).
Cet article donne les résultats électoraux dans les Hauts-de-Seine pour le second tour de l'élection présidentielle française de 2007. Nicolas Sarkozy arrive en tête dans vingt-cinq des trente-six communes du département face à Ségolène Royal.

## Élections présidentielles, résultats des deuxièmes tours

### Élection présidentielle française de 2007
| -                     | participation | Nicolas Sarkozy (UMP) | Ségolène Royal (PS) |
| --------------------- | ------------- | --------------------- | ------------------- |
| HAUTS-DE-SEINE        | 85,90         | 55,65                 | 44,35               |
| Antony                | 87,05         | 52,69                 | 47,31               |
| Asnières-sur-Seine    | 85,87         | 53,61                 | 46,39               |
| Bagneux               | 85,11         | 35,95                 | 64,05               |
| Bois-Colombes         | 84,72         | 58,28                 | 41,72               |
| Boulogne-Billancourt  | 87,07         | 66,66                 | 33,34               |
| Bourg-la-Reine        | 87,85         | 54,48                 | 45,52               |
| Chaville              | 85,18         | 55,76                 | 44,24               |
| Châtenay-Malabry      | 86,29         | 44,23                 | 52,77               |
| Châtillon             | 87,87         | 50,58                 | 49,42               |
| Clamart               | 86,89         | 52,67                 | 47,33               |
| Clichy                | 82,96         | 40,53                 | 59,47               |
| Colombes              | 83,58         | 46,03                 | 53,97               |
| Courbevoie            | 85,10         | 61,14                 | 38,86               |
| Fontenay-aux-Roses    | 85,11         | 47,03                 | 52,97               |
| Garches               | 87,02         | 70,02                 | 29,98               |
| Gennevilliers         | 81,43         | 31,03                 | 68,97               |
| Issy-les-Moulineaux   | 86,14         | 53,44                 | 46,56               |
| La Garenne-Colombes   | 87,09         | 62,18                 | 37,82               |
| Le Plessis-Robinson   | 86,77         | 54,55                 | 45,45               |
| Levallois-Perret      | 86,29         | 66,79                 | 33,21               |
| Malakoff              | 84,04         | 36,93                 | 63,07               |
| Marnes-la-Coquette    | 90,99         | 79,10                 | 20,90               |
| Meudon                | 84,89         | 54,80                 | 45,20               |
| Montrouge             | 86,45         | 47,54                 | 52,46               |
| Nanterre              | 84,04         | 38,02                 | 61,98               |
| Neuilly-sur-Seine     | 88,74         | 86,81                 | 13,19               |
| Puteaux               | 85,59         | 58,28                 | 41,72               |
| Rueil-Malmaison       | 86,92         | 61,27                 | 38,73               |
| Saint-Cloud           | 87,95         | 74,17                 | 25,83               |
| Sceaux                | 87,49         | 58,23                 | 41,77               |
| Suresnes              | 87,30         | 58,13                 | 41,87               |
| Sèvres                | 87,06         | 56,40                 | 43,60               |
| Vanves                | 86,86         | 49,30                 | 50,70               |
| Vaucresson            | 86,16         | 77,04                 | 22,96               |
| Ville-d'Avray         | 90,21         | 70,43                 | 29,57               |
| Villeneuve-la-Garenne | 77,06         | 43,05                 | 56,95               |